# Geregtaouy
Geregtaouy est un fils de Ramsès II.

## Biographie
Geregtaouy, dont le nom signifie « Paix des Deux Terres », ne semble pas avoir été un prince d'envergure. Son père Ramsès II lui confia quelques missions honorifiques.
Son nom figure sur un bloc de pierres provenant du Ramesséum, par la suite réutilisé à Médinet Habou.